# Edilmac
La Edilmac S.p.A. Costruzioni Macchinario per Cantieri è stata un'azienda italiana specializzata nella produzione delle Gru a torre per l'edilizia. 

## Storia
Le origini dell'azienda risalgono agli inizi degli anni '50 quando si occupava della costruzione di betoniere e piccole attrezzature da sollevamento, con sede a Milano in viale Maino.
A partire dal 1955 viene avviata con la francese Pingon, di Pierre Joseph Pingon, la Joint venture che darà alla luce 6 diversi modelli di gru a torre, che permetteranno alla neonata società di affermarsi nel mercato italiano. Questi primissimi modelli vengono interamente costruiti presso le Officine Gay di Lodi.
Nel 1960 si afferma come il principale produttore esportatore di gru in Italia. Nel 1969 apre quella che sarà la sua sede principale a Bagnolo Cremasco, in via Lodi, con uno stabilimento di 9000 m². Questa sede era specializzata nella costruzione dei bracci. La maggior parte delle altre componenti verranno invece costruite in sede minori o affidate ad aziende di carpenteria metallica.
Nel 1972 lancia la gru E.1801, con un momento massimo di 180 ton/m viene presentata come la più grande gru prodotta in Italia. Dotata di un braccio di 50 m e una capacità massima di carico di 10 ton era particolarmente indicata per i cantieri che adottavano la Prefabbricazione pesante.
Tra il 1972 e il 1973 tutta la gamma viene dotata del terrazzino esterno di montaggio, per effettuare con maggiore sicurezza le operazioni di telescopaggio della torre. 
Nel 1974 aggiorna la livrea di tutta la gamma; la cabina di manovra diventa completamente rossa e dotata della caratteristica "E" tridimensionale; le tabelle di portata e loghi letterali diventano bianchi a sfondo rosso.
A partire dal 1976 le cabine esterne di manovra sono costruite da fornitori esterni come l'azienda CD cabine. Le cabine di seconda generazione sono distinguibili essenzialmente per la larghezza inferiore e i comandi a leve posti sui laterali al posto nel manipolatore frontale. 
Negli anni '70 conosce il suo periodo di massimo splendore, le sue gru sono presenti anche in altri mercati oltre a quello nazionale come ad esempio: Venezuela, Hong Kong, Cina, Ungheria, Danimarca e Germania. Con il 1978 raggiunge le 16000 unità prodotte. Nel corso degli anni '80, con l'affermazione di Simma Gru, Edilmac non sarà più il maggiore produttore italiano, pur continuando a mantenere una fetta rilevante. 
Nel 1989 viene cessata l'attività produttiva, complice anche il processo per la discarica abusiva all'interno dello stesso stabilimento. Nel 1990 alcuni ex dipendenti Edilmac provarono a ricreare l'azienda con la società Nuova Edilmac, ma ebbe vita breve.

## Produzione

### 1955-1959
Grazie alla Joint venture con la Pingon la Edilmac riuscì ad entrare in possesso di alcune delle tecnologie più avanzate in termini di gru dell'epoca. Il ruolo di Edilmac in questa partnership, e delle Officine Gay che si occupavano della costruzione delle carpenterie, fu particolarmente importante soprattutto per l'evoluzione dei bracci delle gru. All'epoca, infatti, la totalità dei bracci prodotti dai costruttori di gru a torre erano a sezione rettangolare, ne derivava dunque una massa maggiore. Grazie agli studi di Edilmac si arrivò ad ottenere una nuova soluzione di braccio a sezione triangolare costituita sempre da profilati d'acciaio a sezione aperta.
| modello | altezza | sbraccio | portata max. | portata in punta | periodo di produzione |
| ------- | ------- | -------- | ------------ | ---------------- | --------------------- |
| P8      | 24 m    | 17 m     | 1400 kg      | 600 kg           | 1955-1959             |
| P10     | 30 m    | 17 m     | 1400 kg      | 600 kg           | 1955-1959             |
| P13     | 33 m    | 20 m     | 2000 kg      | 700 kg           | 1955-1959             |
| P25     | 36 m    | 25 m     | 2500 kg      | 1000 kg          | 1957-1959             |
| P40     | 49 m    | 30 m     | 3000 kg      | 1250 kg          | 1956-1959             |

### 1960-1962
| modello | altezza | sbraccio | portata max. | portata in punta | periodo di produzione |
| ------- | ------- | -------- | ------------ | ---------------- | --------------------- |
| E7      | 16 m    | 12 m     | 1000 kg      | 600 kg           | 1961-1965             |
| P10/615 | 25 m    | 15 m     | 1000 kg      | 600 kg           | 1959-1962             |
| P11/617 | 25 m    | 17,5 m   | 1000 kg      | 600 kg           | 1959-1962             |
| P12/619 | 30 m    | 19 m     | 1800 kg      | 600 kg           | 1960-1962             |
| P18/725 | 33 m    | 25 m     | 1800 kg      | 750 kg           | 1960-1962             |
| P23/730 | 36 m    | 30 m     | 1800 kg      | 750 kg           | 1960-1962             |
| P35     | 36 m    | 30 m     | 2500 kg      | 1000 kg          | 1960-1962             |

### 1963-1966
Edilmac si è oramai liberata dei precedenti accordi commerciali stipulati con la Pingon, anche se la sua influenza è ancora evidente, d'ora in avanti la sigla numerica del modello non sarà più preceduta dalla lettera P (Pingon) ma E (Edilmac). Con la chiusura del Piano INA-Casa, inoltre, viene sdoganato l'utilizzo dei macchinari per la meccanizzazione dei cantieri edili; iniziano così lentamente a diffondersi i primi  tentativi italiani di prefabbricazione. L'Edilmac trova così il terreno fertile per presentare una gamma di gru completamente rinnovata. La maggior parte dei nuovi modelli saranno caratterizzati da un montaggio per mezzo di vite senza fine, un passo avanti rispetto il precedente sistema a funi e carrucole con numerosi rinvii. 

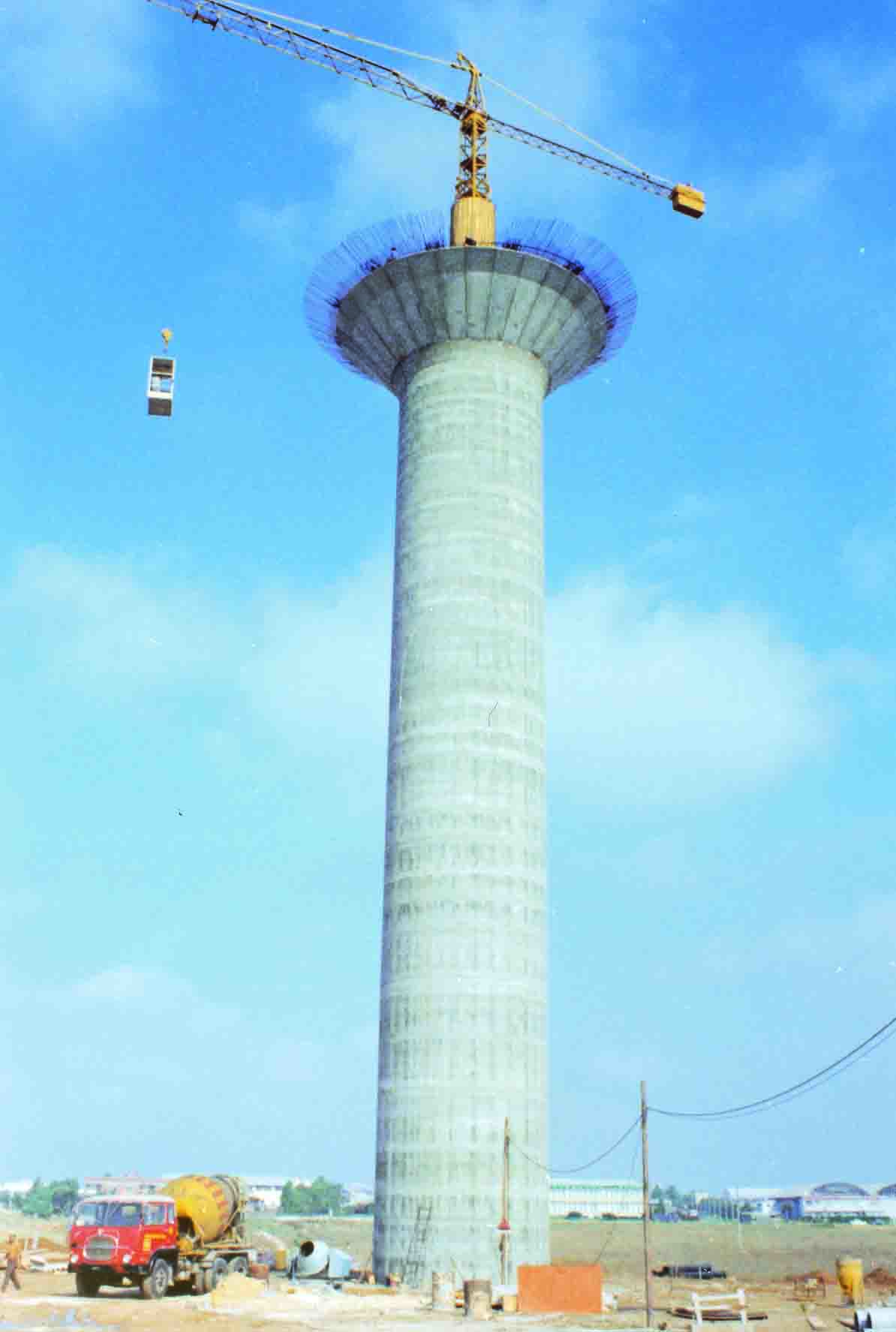
Gru Edilmac E24 utilizzata per la costruzione di una torre piezometrica.

| modello | altezza | sbraccio | portata max. | portata in punta | periodo di produzione |
| ------- | ------- | -------- | ------------ | ---------------- | --------------------- |
| E7      | 16 m    | 12 m     | 1000 kg      | 600 kg           | 1961-1965             |
| E10     | 25 m    | 15 m     | 1000 kg      | 600 kg           | 1963-1966             |
| E11     | 25 m    | 17,5 m   | 1000 kg      | 600 kg           | 1963-1966             |
| E12     | 30 m    | 19 m     | 1800 kg      | 600 kg           | 1963-1966             |
| E20     | 33 m    | 25 m     | 1800 kg      | 750 kg           | 1963-1966             |
| E24     | 36 m    | 30 m     | 1800 kg      | 750 kg           | 1963-1966             |
| E35     | 36 m    | 30 m     | 2500 kg      | 1000 kg          | 1963-1966             |
| E50     | 40,5 m  | 35 m     | 5000 kg      | 1500 kg          | 1963-1966             |
| E65     | 44,5 m  | 40 m     | 5000 kg      | 1250 kg          | 1963-1966             |
| E80     | 44,5 m  | 40 m     | 5000 kg      | 1700 kg          | 1963-1966             |
| E150    | 50 m    | 50 m     | 10000 kg     | 2000 kg          | 1963-1966             |

### 1967-1968
Introduzione del sistema di montaggio idraulico con pistone

### 1970-1976
La gamma protagonista del successo internazionale di Edilmac

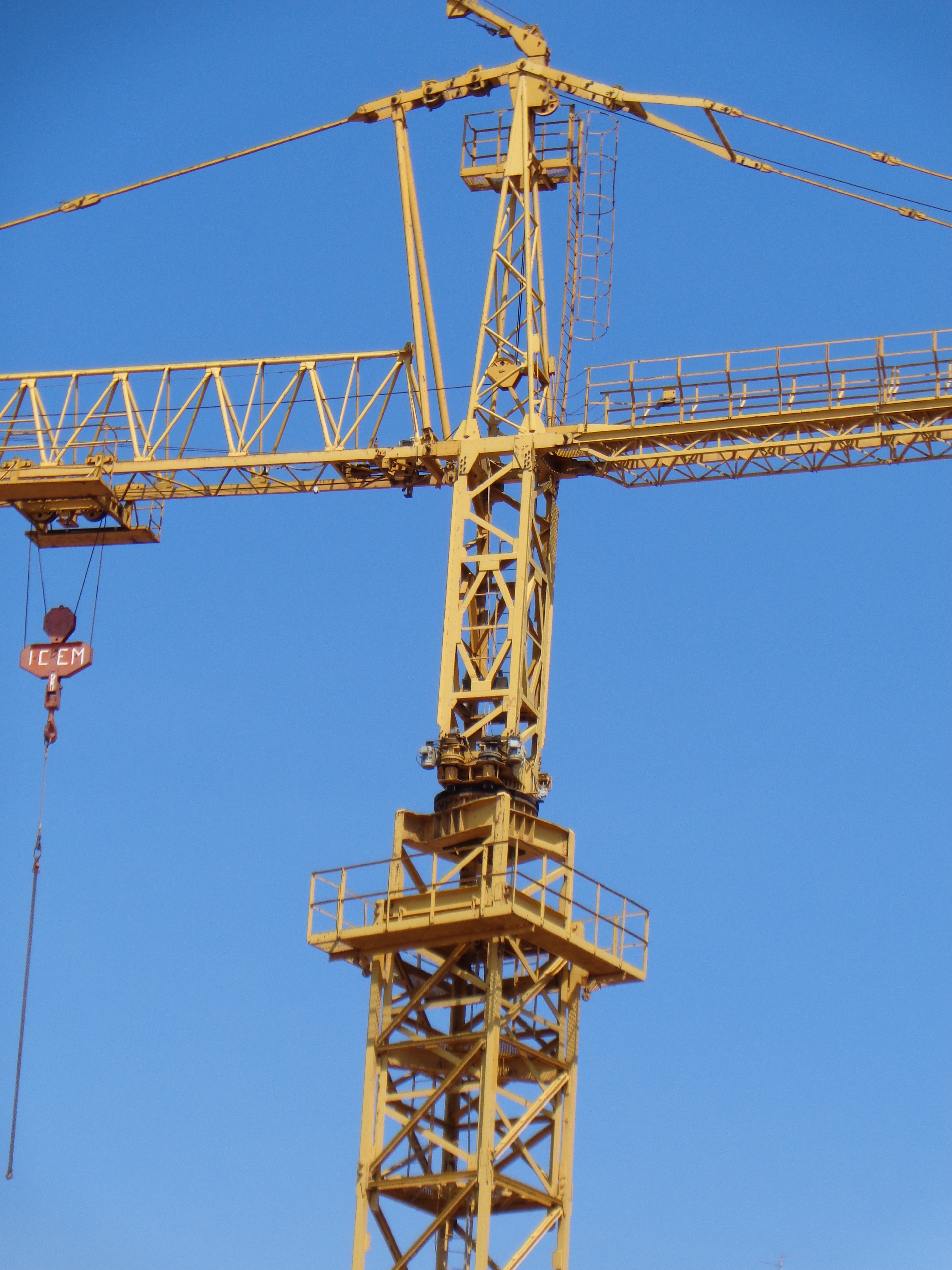
Edilmac E.1801/B nel deposito di un noleggiatore di gru in Sicilia.

| modello | altezza | sbraccio | portata max. | portata in punta | periodo di produzione |
| ------- | ------- | -------- | ------------ | ---------------- | --------------------- |
| E7      | 16 m    | 12 m     | 1000 kg      | 600 kg           | 1961-1965             |
| E217    | 37 m    | 31 m     | 1800 kg      | 650 kg           | 1969-1973             |
| E249    | 34 m    | 31 m     | 1800 kg      | 600 kg           | 1969-1966             |
| E303    | 34 m    | 31 m     | 1800 kg      | 600 kg           | 1970-1974             |
| E304    | 34 m    | 31 m     | 1800/3000 kg | 1200 kg          | 1974-1989             |
| E304/B  | 34 m    | 36 m     | 1800/3000 kg | 800 kg           | 1974-1989             |
| E385    | 34 m    | 36 m     | 1800/3000 kg | 1000 kg          | 1969-1977             |
| E401    | 34 m    | 36 m     | 3000 kg      | 1000 kg          | 1969-1984             |
| E485    | 34 m    | 40 m     | 1800 kg      | 800 kg           | 1970-1974             |
| E487    | 34 m    | 40 m     | 1800 kg      | 1000 kg          | 1970-1989             |
| E491    | 34 m    | 40 m     | 3000 kg      | 800 kg           | 1969-1972             |
| E493    | 34 m    | 40 m     | 3000 kg      | 1000 kg          | 1970-1984             |
| E701    | 43,5 m  | 45 m     | 4000/7000 kg | 1000 kg          | 1970-1978             |
| E951    | 47 m    | 45 m     | 10000 kg     | 1500 kg          | 1970-1978             |
| E1201   | 52 m    | 50 m     | 10000 kg     | 1800 kg          | 1974-1978             |
| E1801   | 52 m    | 50 m     | 10000 kg     | 2000 kg          | 1972-1975             |
| E1801/B | 52/60m  | 55 m     | 10000 kg     | 1700 kg          | 1975-1985             |

### 1976-1989
| modello | altezza | sbraccio | portata max. | portata in punta | periodo di produzione |
| ------- | ------- | -------- | ------------ | ---------------- | --------------------- |
| E304    | 34 m    | 31 m     | 1800/3000 kg | 1200 kg          | 1974-1989             |
| E304/B  | 34 m    | 36 m     | 1800/3000 kg | 800 kg           | 1974-1989             |
| E401    | 34 m    | 36 m     | 3000 kg      | 1000 kg          | 1969-1984             |
| E487    | 34 m    | 40 m     | 1800 kg      | 1000 kg          | 1970-1989             |
| E493    | 34 m    | 40 m     | 3000 kg      | 1000 kg          | 1970-1984             |
| E505    | 37 m    | 42 m     | 3000 kg      | 1250 kg          | 1976-1982             |
| E551/B  | 37 m    | 42,5 m   | 6000 kg      | 1250 kg          | 1982-1985             |
| E701    | 43,5 m  | 45 m     | 4000/7000 kg | 1000 kg          | 1970-1978             |
| E751    | 37 m    | 45 m     | 6000 kg      | 1300 kg          | 1982-1989             |
| E951    | 47 m    | 45 m     | 10000 kg     | 1500 kg          | 1970-1978             |
| E955    | 47 m    | 50 m     | 8000 kg      | 1250 kg          | 1978-1984             |
| E50.13  | 36 m    | 50 m     | 6000 kg      | 1300 kg          | 1985-1989             |
| E1201   | 52 m    | 50 m     | 10000 kg     | 1800 kg          | 1974-1978             |
| E1201/B | 44 m    | 50 m     | 8000 kg      | 2000 kg          | 1978-1985             |
| E1801/B | 52/60m  | 55 m     | 10000 kg     | 1700 kg          | 1975-1985             |
| E56.20  | 44 m    | 56 m     | 10000 kg     | 2000 kg          | 1985-1989             |
| E2501   | 52 m    | 60 m     | 12000 kg     | 1850 kg          | 1978-1984             |
| E60.26  | 60 m    | 60 m     | 12000 kg     | 2600 kg          | 1984-1989             |

## Utilizzo di gru Edilmac
Le gru Edilmac furono impiegate per la costruzione di diverse opere in Italia e nel mondo, ecco un elenco delle più rilevanti:
- Stadio Flaminio con l'impiego di due Edilmac-Pingon P.40
- Grattacielo di Rimini con l'impiego di una Edilmac-Pingon P.40
- Aula Paolo VI con l'impiego di due Edilmac-Pingon P40
- Centrale nucleare Enrico Fermi con l'impiego di 2x P.25
- Diga di Pieve di Cadore con l'impiego di due Edilmac-Pingon P.40
- Cartiere Burgo di Mantova con l'impiego di due Edilmac-Pingon P.40
- Palazzo del Lavoro con l'impiego di una E.35 e P.40
- Grattacielo La Meridiana con l'impiego di una E.35
- Grattacielo delle Poste con l'impiego di 3x E.501
- Villaggio olimpico dei Giochi della XX Olimpiade con l'utilizzo di 4x E.401 e una E.701
- Viadotto Gorsexio con l'impiego di 2x E.35, 2x E.701 e 2x E.951
- Centrale termoelettrica di Porto Tolle con l'impiego di 2x E.401 e 2x E.701
- Quartiere Corviale con l'impiego di 2x E.1501 e 3x E.1801
- Ponte Costanzo con l'impiego di 2x E.1801/B
- Reattore nucleare CIRENE con l'impiego di 2x E.385 e 2x E.1801
- Teatro Carlo Felice con l'impiego di 1x E.701, 1x E.951 e 2x E.6026
- Torre Telecom Italia di Verona con l'impiego di una E. 955
- Torre Symbol con l'impiego di una E.501

### Estero
- Guomao Building con l'impiego di una E.955